# Phare de San José
Le phare de San José (en espagnol : Faro San José) est un phare actif situé à l'extrême nord du Golfe San Jorge (département de Florentino Ameghino), dans la Province de Chubut en Argentine.
Il est géré par le Servicio de Hidrografía Naval (SHN) de la marine .

## Histoire
Le premier phare a été mis en service en 1917 pour marquer la dangerosité de la proximité de la Isla Rasa (es). C'était une structure métallique cylindrique de 7.5 mètres de haut, peinte en noir, dont le feu avait une portée de 10 milles nautiques (environ 18.5 km).
En 1930, en raison de l'état de détérioration avancé de la structure, elle fut remplacée par un tube cylindrique de 6 mètres de haut, également peint en noir.
En 1982, le système d’alimentation en gaz d'acétylène a été remplacé par un système à énergie solaire avec une installation composée de panneaux solaires photovoltaïques et de batteries.
Il est situé à 40 km au nord-est de la ville de Camerones dans la Baie de Camerones (es) .

## Description
Ce phare  est une tour pyramidale métallique à claire-voie, avec une galerie et une lanterne de 16,5 m de haut. La tour est peinte en noir avec une bande jaune. Il émet, à une hauteur focale de 84 m, un éclat blanc et rouge par période de 5 secondes. Sa portée est de 9.3 milles nautiques (environ 17 km).
Identifiant : ARLHS : ARG-063 - Amirauté : G1086 - NGA : 110-19748. 
|                                |
| Localisation : Golfe San Jorge |

### Lien connexe
- Liste des phares d'Argentine